# Nemecio Lopes de Carvalho
Nemecio (também Nemesio ou Remesio) Lopes de Carvalho (nascido por volta de janeiro de 1965) é um paramilitar timorense conhecido por suas atividades durante e após a tentativa de independência de Timor-Leste. Foi vice-comandante da Mahidi, milícia pró-indonésia fundada por seu irmão Cancio de Carvalho.

## Biografia
Carvalho era um dos dez filhos de Mateus e Margarida Lopes de Carvalho.
O irmão de Carvalho, Cancio de Carvalho, estabeleceu a milícia Mahidi em 1988, devido ao surgimento do sentimento pró-independência na cidade de Ainaro. Mahidi é uma abreviação do slogan indonésio, mati hidup untuk Indonesia ("Viva ou morra pela integração com a Indonésia"). Uma fonte afirmou que Carvalho tornou-se seu oficial de inteligência. Mais tarde, foi revelado que ele se tornou o vice-comandante da Mahidi. Com base em sua reivindicação, a milícia foi apoiada pelo distrito de comando militar de Ainaro. A Mahidi iniciou suas operações antes do referendo sobre a independência patrocinado pelas Nações Unidas em 30 de agosto de 1999. Continuou depois que Timor-Leste votou pela independência.
A milícia foi acusada de cometer assassinatos, incluindo a morte de indivíduos que apoiaram a independência de Timor-Leste. Carvalho foi acusado de participar em várias dessas atrocidades, que incluíram o massacre em Maununu depois que os aldeões se recusaram a evacuar para Timor Ocidental. Liderando 60 milicianos Mahidi, teria atacado a aldeia no início da manhã, matando onze e forçando os sobreviventes restantes a evacuar. Carvalho foi indiciado por esses assassinatos junto com 22 membros da milícia Mahidi. Ele negou que estivesse envolvido em qualquer assassinato.
Em 2001, regressou a Díli em resposta à política de reconciliação de Xanana Gusmão. De acordo com as estimativas das Nações Unidas durante este período, cerca de 50.000 refugiados timorenses viviam em Timor Ocidental, bem como em territórios controlados pelas milícias. Junto com 800 de seus seguidores, Carvalho se rendeu após cruzar um território administrado pela ONU.